# Gesomyrmex flavescens
Gesomyrmex flavescens được khám phá và được mô tả bởi Dlussky, G. M., Wappler, T. & Wedmann, S. năm 2009.